# Ecnomolophos oncera
Ecnomolophos oncera är en fjärilsart som beskrevs av Turner 1941. Ecnomolophos oncera ingår i släktet Ecnomolophos och familjen plattmalar. Inga underarter finns listade i Catalogue of Life.